# Palazzo Ducale (Modena)
Il Palazzo Ducale di Modena (ex palazzo Rivalenti-d'Este) è stato sede della Corte Estense, del Ducato di Modena e Reggio, tra Seicento e Ottocento; successivamente, dall'unità d'Italia, il Palazzo ospita la prestigiosa Accademia Militare di Modena e l'Osservatorio Geofisico di Modena.

## Storia
In quest'area Obizzo II d'Este, marchese di Ferrara, fece erigere un castello nel 1291; nel medioevo era collegato a un canale navigabile e posto ai limiti della città.
Con la Devoluzione di Ferrara del 1598, gli estensi dovettero cedere il feudo di Ferrara a papa Clemente VIII. Modena fu così assunta a nuova capitale del Ducato estense e Cesare I si sistemò nella roccaforte, anche se inadatta come residenza principale di una corte europea. Il suo successore, Francesco I d'Este, uomo colto e ambizioso, uno dei più grandi Duchi che Modena abbia mai avuto, trasformò il castello in un sontuoso palazzo.
Francesco I, infatti, nonostante l'esiguità del suo piccolo ducato, svolse un'attività politica di respiro europeo e volle che la sua corte potesse stare alla pari delle grandi corti d'Europa. Per questo motivo volle trasformare il vecchio castello nel grandioso Palazzo Ducale e ne volle commissionare il progetto a Gian Lorenzo Bernini. Quest'ultimo, tuttavia, aveva rifiutato perché già impegnato col papa, e gli consigliò l'architetto Bartolomeo Avanzini (di Curio ?). Bernini partecipò comunque e verso il 1650 eseguirà anche lo stupendo busto marmoreo conservato oggi alla Galleria Estense di Modena con il ritratto a olio dello stesso duca del Velázquez.
L'edificio venne iniziato a partire dal 1629-30 su un primo progetto di Girolamo Rainaldi. I lavori, dapprima affidati all'architetto Gaspare Vigarani, furono in seguito portati avanti da Bartolomeo Avanzini, ma intervennero anche Gian Lorenzo Bernini (suoi lo scalone e i finestroni alla sommità della torre centrale), Francesco Borromini (a cui si devono le finestre binate dei piani) e Pietro da Cortona. Si cominciò con la costruzione del lato orientale, dove sorgeva precedentemente il castello medievale e si continuò pezzo dopo pezzo (anche per via degli elevati costi) sino all’ottocento.
L'accademia militare ducale, vi ebbe sede nel 1757 con il nome di Accademia e Conferenza di Architettura Militare. Fu attiva fino al 1772.
Nel 1798 i francesi vi installarono la Scuola nazionale del genio e dell'artiglieria. Il 25 giugno 1805, Napoleone Bonaparte e la consorte Giuseppina Beauharnais dopo l'incoronazione a sovrani del Regno d'Italia, entrarono in trionfo a Modena e alloggiarono nel Palazzo ducale, ribattezzato per l'occasione "Palazzo Nazionale". Si fermarono per un solo giorno, ma si appropriarono di numerose opere d'arte e beni archivistici delle collezioni estensi. La Scuola fu attiva fino al 1814. Il Ducato la ripristinò come scuola militare dal 1821 al 1848.
Nel 1859 il Regno di Sardegna vi attiva la scuola militare dell'Italia Centrale, divenuta poi nel Regno d'Italia scuola di "fanteria e cavalleria". Nel 1928 assunse la denominazione di "Regia accademia".
L'8 settembre del 1943, nel corso del secondo conflitto mondiale, il palazzo venne requisito dall'esercito tedesco che ne fece il suo presidio in ambito provinciale. Nello stesso anno, trovò ospitalità nell'edificio anche il presidio dell'esercito. L'anno successivo, il palazzo ducale ospitò l'ufficio politico investigativo della guardia nazionale repubblicana che utilizzò il sottotetto del palazzo, in cui erano state predisposte delle celle, per torturare i civili e i partigiani arrestati.
Il palazzo, dal 1947, torna sede dell'Accademia militare dell'Esercito italiano, e ospita anche il Sacrario militare e il Museo storico dell'Accademia che espone armi, cimeli e divise storiche, oltre a una preziosa biblioteca (consultabile su domanda da presentare al Comando dell'Accademia).

## Descrizione

La facciata.

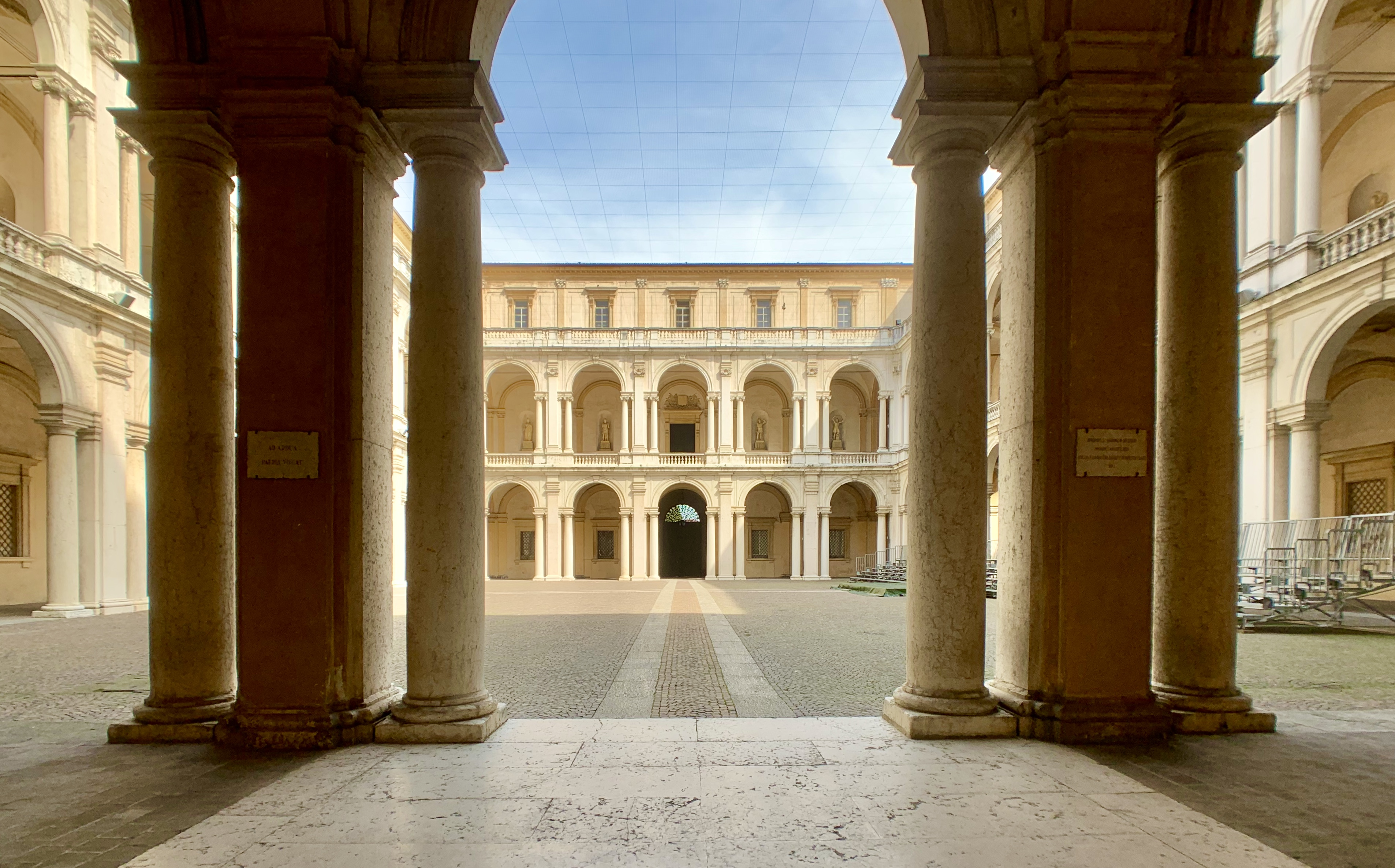
Cortile interno del Palazzo

La facciata è monumentale con un gioco cromatico dei marmi raffiguranti le aquile estensi. Dalla porta centrale, decorata dalle statue di Ercole e Cerbero e del console Marco Emilio Lepido, fondatore di Modena, si accede al Cortile d'onore, sede del giuramento delle matricole e delle cerimonie militari. All'interno dell'ingresso e nella sala a sinistra si trova il sacrario militare, inaugurato da Vittorio Emanuele III e dedicato ai soldati caduti in guerra. Proseguendo verso sinistra si accede alle rampe dello scalone d'onore che porta al piano superiore, decorato da nicchie con statue.
Nel piano superiore vi sono le sale storiche, già sede delle importanti collezioni estensi. Nel vasto salone centrale o Gran Sala è degno di nota il soffitto, affrescato nel 1695 dal bolognese Marcantonio Franceschini con aiuti, con l'incoronazione di Bradamante per festeggiare le nozze ducali. L'opera, che si estende per ben 440 metri quadrati, raffigura Giove e Ruggero che incoronano d'alloro la guerriera Bradamante alla presenza benevola di Giunone e degli altri dei olimpici. L'incoronazione è con doppia corona e la Fama si alza in volo con la tromba, perché Bradamante  già celebrata come eroina guerriera da Ariosto nell'Orlando furioso sarà famosa anche come capostipite degli Este, di cui Bradamante porta sullo scudo l'aquila bianca araldica. Sulle pareti del salone sono raffigurati i ritratti dei principali duchi e notabili estensi e grandi trofei di guerra monocromi. Due imponenti lampadari illuminano la sala.

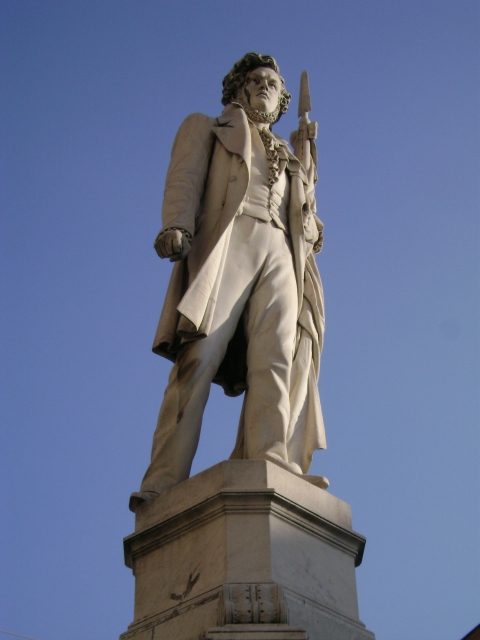
Monumento a Ciro Menotti

Una suggestiva testimonianza dello sfarzo della piccola corte modenese sono i preziosi soffitti sbalzati e dorati, uno dei quali conteneva dei riquadri dipinti del giovane Tintoretto, ora esposti alle Gallerie Estensi, il museo di Modena. Una particolarità è il Salottino d'oro, il gabinetto di lavoro del duca Francesco III, che nel 1756 lo fece rivestire e decorare con pannelli di legno rivestiti di oro zecchino. Una curiosità: i pannelli erano smontabili, il che ha permesso ai modenesi di conservare il salottino, smontato e nascosto nei sotterranei, nonostante le occupazioni e i saccheggi. In un cortile minore è esposta una statua in bronzo di Giulio Cesare. Nel 2015 sono state aggiunte nella piazza antistante il Palazzo delle fontane, che percorrono tutta la piazza, seguendo il tracciato dell'antico canale.

## Monumento a Ciro Menotti
Di fronte alla facciata del Palazzo, in Piazza Roma (già “Piazza Ducale” e poi “Reale”) è possibile osservare il Monumento a Ciro Menotti, eretto nel 1879 da Cesare Sighinolfi, in memoria del patriota che (forse in un primo momento appoggiato dallo stesso duca, che poi lo fece arrestare e giustiziare) organizzò un'insurrezione liberale a Modena e in provincia nel 1831. La statua tiene in mano la bandiera e sembra guardare la finestra del Palazzo in cui il duca Francesco IV firmò la sua condanna a morte.